# Blaps lusitanica
Blaps lusitanica, anomenat popularment escarabat pudent, és una espècie de coleòpter de la família dels tenebriònids (Tenebrionidae), comuna als Països Catalans. Aquesta espècie es caracteritza per la seva gran mida, pel seu color negre i per expulsar un líquid pudent quan se sent amenaçada.

## Característiques
Els adults mesuren entre 30 i 35 mm, per bé que alguns exemplars arriben als 5 cm. Són de color negre mat. Tenen el cos el·líptic i a l'extrem de l'abdomen hi tenen dues puntes paral·leles unides (mucrons). El tegument és llis i els èlitres estan soldats entre si, amb una línia marcada al llarg de la sutura elitral, per la qual cosa no poden volar. Tenen les potes robustes i llargues, sent el tercer parell (el posterior) el més llarg.

## Identificació i característiques morfològiques
Com la resta de coleòpters té èlitres, que són ales anteriors dures i esclerotitzades que cobreixen les ales posteriors membranoses i l'abdomen. En el cas de Blaps lusitanica, els èlitres estan soldats entre si, impedint-los obrir-se i volar. També s'observa el protòrax, que s'articula de la resta del tòrax, i que es gran i en forma d’escut. Blaps lusitanica també presenta les esternites abdominals fortament esclerotitzades i les tergites ho estan menys que els èlitres.  A més, presenten mandíbules ben desenvolupades per a mastegar, característiques comunes dels coleòpters. Les seves antenes són segmentades i són filiformes, amb segments clarament definits.
Com tots els membres de la família Tenebrionidae, es distingeixen per tenir una configuració tarsal 5-5-4, amb cinc artells en els tarsos anteriors i mitjans, i quatre artells en els posteriors. L’abdomen presenta 5 esternites visibles, les tres primeres fusionades i immòbils. Les antenes com en el cas de Blaps lusitanica presenten 11 segments i son relativament curtes. Les seves glàndules defensives tenen la capacitat de produir substàncies químiques per defensar-se, com el líquid pudent.
Té una mida mitjana, gran o molt gran, forma més o menys allargada i de color negre intens. El cap és proporcionalment més petit que el cos, i està estrangulat després del ulls. Els quatre últims artells de les antenes són curts i globulosos i amb una pubescència aparent. Presenten protòrax fortament aplicat contra la base dels èlitres i més o menys convexa per sobre. Èlitres ovalats i allargats amb apèndix caudal. Potes llargues, fèmurs i tíbies cilíndriques i ordinàries, tarsos molt poc comprimits amb l'últim artell prolongat cap avall. L'òrgan copulador dels mascles es vaginat, glabre i en forma d'estoig llarg tancat. Presenten dimorfisme sexual relativament acusat diferenciable per els èlitres i els pels entre el primer i segon segment abdominal en mascles.

### Característiques Morfològiques Addicionals
Presenten antenes llargues, filiformes i robustes amb 11 segments ben definits. Les mandíbules estan ben desenvolupades i adaptades per a la masticació. Els quatre últims artells de les antenes són curts i globulosos, sovint amb una pubescència molt aparent.
Els seus èlitres són llisos, bombats, i en fort pendent per darrere. Sense patrons visibles, però amb una línia marcada al llarg de la sutura elitral que és especialment notable. L'apèndix caudal ben desenvolupat en mascle i menys en femelles. Les seves potes són llargues i robustes, amb espines en els fèmurs, especialment en les potes posteriors, que ajuden en el desplaçament i en la defensa.
Tubercle del primer estern abdominal del mascle molt manifest i situat en la meitat anterior del segment. La falta de pelositat entre el primer i segon estern abdominal en mascles el permet diferenciar de Blaps hispanica espècie molt similar. La part apical del òrgan copulador de la mascle és de costats convergents en la primera meitat, subparal·lels en la segona i aguts en la extremitat.

### Semblances morfològiques ambBlaps hispanica
Blaps lusitanica i Blaps hispanica coexisteixen en una àmplia zona de la península Ibèrica. Les dues espècies van ser descrites en diferents èpoques; Blaps lusitanica per Herbst el 1799, basant-se en material del nord de Portugal i el nord-oest d'Espanya, i Blaps hispanica per Solier el 1848, simplement indicada com a provinent d'"Espanya".
Ambdues espècies tenen una morfologia externa pràcticament idèntica, sense diferències apreciables. Tot i així, els mascles de les dues espècies es poden distingir per un caràcter específic: els mascles de Blaps hispanica presenten un matoll de pèls entre els primera i segona esternites abdominals, mentre que els mascles de Blaps lusitanica no el tenen. Si les femelles d'aquestes espècies no es troben acompanyades d'un mascle, no poden ser determinades.

## Reproducció
La reproducció de Blaps lusitanica és sexual, amb còpula entre un mascle i una femella i fecundació interna. Són ovípars; després que la femella pon els ous, en surten unes larves de color marró amb aspecte vermiforme (forma de cuc) i amb segments al llarg de tot el cos.
Com tots els coleòpters Blaps lusitanica és holometàbol (metamorfosi completa) i segueix un cicle biològic amb quatre fases diferents durant la seva vida: ou, larva, pupa i imago (adult). No només passa per canvis físics i estructurals, sinó que també experimenta canvis a nivell cel·lular i en el mode de vida.

## Hàbitat i alimentació
Blaps lusitanica es distribueix en una varietat d'hàbitats, incloent zones amb sòls diversos, vegetació específica, i condicions climàtiques particulars. Aquesta espècie es troba activa durant tot l'any, excepte durant els mesos més freds, amb una activitat màxima a la primavera i a la tardor.
Es troben tant al camp com en construccions humanes, preferint llocs humits i foscos com cellers i soterranis, tot i estar adaptats a la falta d’aigua al presentar una cutícula gruixuda evitant la dessecació. Prefereixen hàbitats on poden trobar matèria orgànica en descomposició, com fullaraca i detritus en zones rurals. La seva distribució es troba des del nivell del mar fins a zones més muntanyoses, tot i que tenen preferència per ambients de mitja muntanya. Viuen en zones principalment caracteritzades per el matoll o carrascar mediterrani sec en mosaic o en prats de gramínies on les condicions climàtiques permeten la existència composta per matorrals que els serveixen de refugi davant les seves altes temperatures. A més destaquen per haver-se trobat també en saladars, zones més extremes on destaca la quantitat de sals de sol i la gran conductivitat elèctrica
S'alimenten principalment de matèria orgànica en descomposició, incloent-hi excrements i restes d'aliments i deixalles humanes així com restes de matèria vegetal. Aquesta dieta sapròbia els converteix en descomponedors importants en els seus ecosistemes.

## Ecologia
Blaps lusitanica juga un paper important en els ecosistemes com a descomponedor. Ajuda a descompondre la matèria orgànica, contribuint al cicle de nutrients en el sòl. Tendeixen a ocupar zones fosques i humides, com soterranis, cellers i altres estructures humanes on poden trobar refugi i aliment, tot i que també es distribueixen en zones no urbanes.
A més del seu paper com a descomponedors, els Blaps lusitanica són una part integral de la cadena alimentària, servint com a presa per a diversos predadors, incloent-hi ocells, rèptils i petits mamífers. La seva presència en els ecosistemes indica un entorn saludable amb una bona quantitat de matèria orgànica en descomposició. A més, com que sovint es troben en zones humanes, poden actuar com a bioindicadors de la qualitat ambiental de les estructures en les quals es refugien.

## Comportament
Mostra una activitat pràcticament continuada al llarg de l'any, excepte durant els mesos més freds. A la primavera i a la tardor, la seva activitat és màxima, coincidint amb les condicions climàtiques favorables.
Són d'hàbits nocturns, encara que es poden veure a la llum del dia desplaçant-se lentament per canviar d'ubicació, sempre amb el cos clarament elevat sobre el terra. Quan se senten amenaçats, amaguen el cap i aixequen l'abdomen, adoptant una postura d'amenaça. En aquest estat, poden segregar una substància irritant i pudent que deixa una taca marronosa a la pell. Aquesta substància actua com a defensa contra predadors i altres amenaces potencials. Malgrat aquesta defensa, són completament inofensius per als humans.

## Espècies semblants
- Blaps gigas
- Blaps lethifera
- Blaps mucronata
- Blaps hispanica